# Erlenbach (Kaiserslautern)
Erlenbach is een plaats in de Duitse gemeente Kaiserslautern, deelstaat Rijnland-Palts.
Dansenberg · Einsiedlerhof · Erfenbach · Erlenbach · Hohenecken · Mölschbach · Morlautern · Siegelbach